# Реброво
Ребро́во (болг. Реброво) — село в Софійській області Болгарії. Входить до складу общини Своге.

## Населення
За даними перепису населення 2011 року у селі проживали 1016 осіб, з них 995 осіб (99,8%) — болгари.
Розподіл населення за віком у 2011 році:
Динаміка населення: